# ماكدونيا (إلينوي)
ماكدونيا (بالإنجليزية: Macedonia)‏ هي قرية تقع في الولايات المتحدة في إلينوي. يقدر عدد سكانها بـ 51 نسمة.

## الموقع الجغرافي
الموقع الجغرافي للمناطق المحيطة بهذه النقطة هو كالتالي: